# 岸本圭司
岸本圭司（きしもと けいじ、1972年4月19日 - ）は、日本の実業家。株式会社スーパーバリュー 顧問。

## 人物・経歴
埼玉県出身。1996年千葉商科大学商経学部卒業、株式会社ケーヨー入社。2008年株式会社スーパーバリュー入社。2010年取締役執行役員（営業企画推進統括）、2011年取締役常務執行役員（営業部門担当）、2012年代表取締役執行役員副社長、2016年代表取締役執行役員社長就任
。2023年11月27日をもって代表取締役、取締役及び執行役員を辞任、顧問に就任。